# Ngawang Lozang Gyatso
Ngawang Lozang Gyatso (1617 – 1682), detto il Grande Quinto, è stato il quinto Dalai Lama del Tibet.

## Biografia
Il quinto Dalai Lama nacque nel 1617 da una nobile famiglia dello Yarlung, e venne riconosciuto a cinque anni come reincarnazione di Yönten Gyatso. Iniziò i suoi studi a Ganden, proseguendoli fino al 1627 sotto la guida dell'abate di Tashilhunpo.
Trascorse i primi anni quale monaco buddhista in un periodo di sconvolgimenti politici e sociali a cui il Tibet andava soggetto per via dei rapporti con gli imperi vicini, fino al giorno in cui, nel 1642 il condottiero dei mongoli Qoshot, Gushri Khan, invase il Kham e sconfisse il re dello Tsang.
In quegli anni, i monaci tibetani esercitavano un forte potere politico e sociale, tanto che Ngawang Lozang Gyatso stesso si recò in Mongolia come ambasciatore e insegnante della filosofia del Buddha, ricevendo dal conquistatore mongolo l'autorità politica suprema sull'intero Tibet, dando così inizio al potere temporale dei Dalai Lama, che acquisirono la dignità di sovrani.
Avveduto uomo di Stato e grande religioso, il "Grande Quinto", come venne chiamato, fece del Tibet una nazione religiosa, dimostrò grandi abilità nel mantenere intense e proficue relazioni con l'impero dei Khan, destreggiandosi efficacemente tra esso e il vasto impero cinese, altro vicino gigante politico, salvaguardando l'indipendenza del Tibet. Il suo regno garantì anni di pace, benessere e cultura, e fu a unanime giudizio una figura spirituale di straordinaria valenza, capace di contribuire grandemente alla diffusione della parola del Buddha in Tibet.
Ritenuto oggi il più potente tra i Dalai Lama, pacificò e unificò il Tibet sotto l'autorità della scuola Gelugpa, costituendo un'organizzazione statale centralizzata il cui simbolo fu il palazzo del Potala di Lhasa, mentre sulla vicina collina eresse un prestigioso Istituto di Medicina che venne smantellato solo dopo il 1959, con l'intervento del governo comunista cinese.
Gyatso conferì al suo venerabile maestro, Lobsang Chökyi Gyalsten, abate di monastero di Tashilhunpo, il titolo di Panchen Lama, considerato il quarto di tre precedenti reincarnazioni, soggetto alla sola autorità dei Dalai Lama.
La morte del V Dalai Lama, nel 1682, venne tenuta segreta per i successivi anni per sua espressa volontà, affinché il suo reggente, Sangye Gyatso, potesse consolidarne l'operato politico e portare a termine i grandiosi lavori di costruzione del Potala, terminato nel 1693, perché potesse raccoglie le spoglie dei Dalai Lama.
Gli storici concordano che il suo regno ha portato anni di pace, di benessere, di cultura. Il “Grande Quinto” è stato, a unanime giudizio, un abile politico, ma anche un'eccezionale figura spirituale di straordinaria valenza, capace di contribuire grandemente alla diffusione del Dharma in Tibet.